# 1A2B
1A2B或稱猜數字是一种益智游戏，遊戲人數為兩人，或一人與一個運算機器。

## 玩法
一個人設定一組四碼的数字作為謎底，另一方猜。每猜一个数，出数者就要根据这个数字给出提示，提示以XAYB形式呈現，直到猜中為止。其中X表示位置正确的数的个数，而Y表示数字正确而位置不对的数的个数。
例如，當謎底為8123，而猜謎者猜1052時，出題者必須提示0A2B。
例如，當謎底為5637，而猜謎者猜4931時，出題者必須提示1A0B。

### 含重复数字的猜数字
有一种使用范围比较狭窄的猜数字，是允许重复数字存在的猜数字，但由于其规则较复杂，故没有得到广泛的推广。其规则如下：
除了上面的规则外，如果有出现重复的数字，则重复的数字每个也只能算一次，且以最优的结果为准，
如正确答案为5543，猜的人猜5255，则在这里不能认为猜测的第一个5对正确答案第二个，根据最优结果为准的原理和每个数字只能有一次的规则，两个比较后应该为1A1B，第一个5位置正确，记为1A；猜测数字中的第三个5或第四个5和答案的第二个5匹配，只能记为1B。当然，如果有猜5267中的第一个5不能与答案中的第二个5匹配，因此只能记作1A0B。

## 解法
對於第一種玩法而言，有以下的解法：

### 计算机解
通常采用的计算机解是通过排除法，即遍历所有可能的数，将不符合要求的数剃掉。
下面是一个计算机处理的例子：
```
for
 
(
int
 
i
 
=
 
0
;
 
i
 
<
 
Array
.
Count
;
 
i
++
)
 

{

    
if
 
(
请求提示
(
Array
[
i
])
 
==
 
全
A
)

        
return
 
Array
[
i
];

}

```

这个代码采用C#的语法，其中Array表示所有可能的数字的集合。这个例子为了方便说明，结合了语言的描述。
这样的方法充分利用了计算机计算速度快的优势，使用穷举法，并不进行推理。数字越长猜测时间越长。

### 推理解
计算机解是根据这种方法推广的。这种解法的中心思想是假设猜的这个数字是正确答案，即如果它为正确答案，那么这个数应该符合已经猜测的数及其结果。如已经有
1234 0A0B
那么下一步就不能猜含有1234中任一数字的数，因为如果正确答案含1234中任一數字；則出題者不會說1234是0A0B。
再假設如果出題者說 5678 是 0A1B 的話，則正確答案必須只包含5、6、7、8其中僅僅一個數字，且如果有5、6、7、8的話，5的位置必須不在(左邊數起)第一個位置、6的位置必須不在(左邊數起)第二個位置、7的位置必須不在(左邊數起)第三個位置、8的位置必須不在(左邊數起)第四個位置。

### 代入解
即在推理出不可能的數字後，將餘下可能的數字依序帶入。

## 其他
著名的桌上遊戲Master Mind （页面存档备份，存于）（珠機妙算），就是這種遊戲形式的實物道具版本，只是把所要猜的由數字改為顏色。

## 参看
- 游戏
- 智力游戏
- 人工智能
- Mastermind

## 外部連結
- 4digits，开源的猜数字游戏 （页面存档备份，存于）
- Master Mind式樣 （页面存档备份，存于）